# Russ Courtnall
Russ Courtnall (né le 2 juin 1965 à Duncan, dans la province de la Colombie-Britannique au Canada) est un joueur professionnel retraité canadien de hockey sur glace. Il évoluait au poste d'ailier droit.

## Carrière
Russ Courtnall a été sélectionné au 7e rang du 1er tour lors du repêchage d'entrée dans la LNH 1983 par les Maple Leafs de Toronto.
Au cours de la saison 1982-83, il obtint 36 buts et 61 aides pour un total de 97 points en 60 matches avec les Cougars de Victoria de la Ligue de hockey de l'Ouest. L'année suivante, il ne joua que 32 matchs avec les cougars, inscrivant 29 buts et 66 points, avant d'être appelé par les Maple Leafs pour renforcer leur attaque. Pendant cette première saison en LNH, il joua 69 matches, marquant 12 buts et 22 points. Bien que sa production de but ne soit pas aussi forte qu'escomptée par les Leafs, il amena par sa vitesse de bonnes opportunités de buts en particulier à ses ailiers.
En 1984, Courtnall enfila également la tenue de l'équipe olympique du Canada qui termina deuxième des jeux olympiques de Sarajevo. Pendant la saison 1985-1986, Courtnall marqua 22 buts et obtint 38 aides pour un total de 60 points et la saison suivante il améliora encore ses statistiques avec  29 buts et 73 points mais il semblait toujours incapable de plaire à son entraîneur d'alors, John Brophy, qui préférait clairement les joueurs costauds et rugueux aux joueurs rapides et jouant en finesse.
En essayant de forcer Courtnall à jouer un hockey plus rugueux, le club vit ses performances offensives décliner au cours de la saison 1987-1988. Il apparaissait alors clairement que les Leafs n'étaient pas satisfaits de Courtnall et que ses jours à Toronto étaient comptés. Après seulement 9 matches de la saison 1988-1989, les Maple Leafs échangèrent Courtnall aux Canadiens de Montréal contre John Kordic. Beaucoup d'observateurs virent alors un vol des Canadiens dans cet échange.
En rejoignant les Canadiens, Courtnall était déterminé à prouver aux Maple Leafs qu'ils avaient eu tort à son sujet. En 64 parties, Courtnall inscrivit seulement 39 points avec les Canadiens mais sa vitesse en fit un des joueurs favoris des partisans. Certains osèrent même la comparaison avec Yvan Cournoyer. Plus à l'aise dans son nouveau club, Courtnall enregistra ses meilleures performances au cours des séries éliminatoires où les Canadiens allèrent jusqu'à la finale de la Coupe Stanley perdue contre les Flames de Calgary. En 21 matches de séries, Courtnall réussit à inscrire 8 buts et 13 points.
Courtnall évolua encore 2 ans et demi pour les Canadiens avant de rejoindre North Stars du Minnesota pour la saison 1992-1993. En 84 matches, il réussit un sommet en carrière de 36 buts accompagné de 43 aides pour 79 points. Il enchaîna la saison suivante par un record personnel de 80 points pendant sa première année à Dallas. Pendant la saison 1994-1995 Courtnall fut échangé aux Canucks de Vancouver où il joua avec son frère Geoff Courtnall au cours de 13 matches.
En 1997, après un bref passage la saison précédente chez les Rangers de New York, Courtnall signa comme agent libre avec les Kings de Los Angeles où il termina sa carrière à l'issue de la saison 1998-1999. Ses 15 années passées en LNH se terminèrent après 297 buts, 447 aides et 744 points.

## Statistiques
Pour les significations des abréviations, voir Statistiques du hockey sur glace.

### En club
| Saison     | Équipe                   | Ligue      |       | Saison régulière | Saison régulière | Saison régulière | Saison régulière | Saison régulière |    | Séries éliminatoires | Séries éliminatoires | Séries éliminatoires | Séries éliminatoires | Séries éliminatoires |
| Saison     | Équipe                   | Ligue      | PJ    | B                | A                | Pts              | Pun              | PJ               | B  | A                    | Pts                  | Pun                  |                      |                      |
| 1982-1983  | Cougars de Victoria      | LHOu       | 60    | 36               | 61               | 97               | 33               | 12               | 11 | 7                    | 18                   | 6                    |                      |                      |
| 1983-1984  | Cougars de Victoria      | LHOu       | 32    | 29               | 37               | 66               | 63               | -                | -  | -                    | -                    | -                    |                      |                      |
| 1983-1984  | Maple Leafs de Toronto   | LNH        | 14    | 3                | 9                | 12               | 6                | -                | -  | -                    | -                    | -                    |                      |                      |
| 1984-1985  | Maple Leafs de Toronto   | LNH        | 69    | 12               | 10               | 22               | 44               | -                | -  | -                    | -                    | -                    |                      |                      |
| 1985-1986  | Maple Leafs de Toronto   | LNH        | 73    | 22               | 38               | 60               | 52               | 10               | 3  | 6                    | 9                    | 8                    |                      |                      |
| 1986-1987  | Maple Leafs de Toronto   | LNH        | 79    | 29               | 44               | 73               | 90               | 13               | 3  | 4                    | 7                    | 11                   |                      |                      |
| 1987-1988  | Maple Leafs de Toronto   | LNH        | 65    | 23               | 26               | 49               | 47               | 6                | 2  | 1                    | 3                    | 0                    |                      |                      |
| 1988-1989  | Maple Leafs de Toronto   | LNH        | 9     | 1                | 1                | 2                | 4                | -                | -  | -                    | -                    | -                    |                      |                      |
| 1988-1989  | Canadiens de Montréal    | LNH        | 64    | 22               | 17               | 39               | 15               | 21               | 8  | 5                    | 13                   | 18                   |                      |                      |
| 1989-1990  | Canadiens de Montréal    | LNH        | 80    | 27               | 32               | 59               | 27               | 11               | 5  | 1                    | 6                    | 10                   |                      |                      |
| 1990-1991  | Canadiens de Montréal    | LNH        | 79    | 26               | 50               | 76               | 29               | 13               | 8  | 3                    | 11                   | 7                    |                      |                      |
| 1991-1992  | Canadiens de Montréal    | LNH        | 27    | 7                | 14               | 21               | 6                | 10               | 1  | 1                    | 2                    | 4                    |                      |                      |
| 1992-1993  | North Stars du Minnesota | LNH        | 84    | 36               | 43               | 79               | 49               | -                | -  | -                    | -                    | -                    |                      |                      |
| 1993-1994  | Stars de Dallas          | LNH        | 84    | 23               | 57               | 80               | 59               | 9                | 1  | 8                    | 9                    | 0                    |                      |                      |
| 1994-1995  | Stars de Dallas          | LNH        | 32    | 7                | 10               | 17               | 13               | -                | -  | -                    | -                    | -                    |                      |                      |
| 1994-1995  | Canucks de Vancouver     | LNH        | 13    | 4                | 14               | 18               | 4                | 11               | 4  | 8                    | 12                   | 21                   |                      |                      |
| 1995-1996  | Canucks de Vancouver     | LNH        | 81    | 26               | 39               | 65               | 40               | 6                | 1  | 3                    | 4                    | 2                    |                      |                      |
| 1996-1997  | Canucks de Vancouver     | LNH        | 47    | 9                | 19               | 28               | 24               | -                | -  | -                    | -                    | -                    |                      |                      |
| 1996-1997  | Rangers de New York      | LNH        | 14    | 2                | 5                | 7                | 2                | 15               | 3  | 4                    | 7                    | 0                    |                      |                      |
| 1997-1998  | Kings de Los Angeles     | LNH        | 58    | 12               | 6                | 18               | 27               | 4                | 0  | 0                    | 0                    | 2                    |                      |                      |
| 1998-1999  | Kings de Los Angeles     | LNH        | 57    | 6                | 13               | 19               | 19               | -                | -  | -                    | -                    | -                    |                      |                      |
| Totaux LNH | Totaux LNH               | Totaux LNH | 1 029 | 297              | 447              | 744              | 557              | 129              | 39 | 44                   | 83                   | 83                   |                      |                      |

### En équipe nationale
| Année | Équipe         | Compétition                  |   | PJ | B | A  | Pts | Pun               |  | Résultat |
| 1984  | Canada -20 ans | Championnat du monde -20 ans | 7 | 7  | 6 | 13 | 0   | 4e place          |  |          |
| 1984  | Canada         | Jeux olympiques              | 7 | 1  | 3 | 4  | 2   | 4e place          |  |          |
| 1991  | Canada         | Championnat du monde         | 2 | 1  | 3 | 4  | 0   | Médaille d'argent |  |          |
| 1991  | Canada         | Coupe Canada                 | 8 | 0  | 2 | 2  | 0   | Médaille d'or     |  |          |